# Mazhar (huyện)
Huyện Mazhar là một huyện thuộc tỉnh Raymah, Yemen. Đến thời điểm năm 2003, huyện này có dân số 64661 người